# Henry Drummond
Henry Drummond (ur. 17 sierpnia 1851 w Stirling, zm. 11 marca 1897) – szkocki pisarz, teolog i przyrodnik.
Wykładał w Glasgow, odbył szereg podróży naukowych po okolicach Njassy i jeziora Tanganika, Japonii, Australii i Nowych Hebrydów i wydał dzieła, przedstawiające rezultaty naukowe tychże podróży: "Tropical Africa" (1888), "Travel Sketches" (1890). 
Dzieła teologiczne: "Natural Law in the Spiritual World" (1883), "The Greatest Thing in the World (1889), "Pax vobiscum" (1891).